# Myrmeleon elongatus
Myrmeleon elongatus är en insektsart som beskrevs av Olivier 1811. Myrmeleon elongatus ingår i släktet Myrmeleon och familjen myrlejonsländor. Inga underarter finns listade i Catalogue of Life.